# 蕭正立
建安敏侯蕭正立（？—6世紀），字公山，南蘭陵郡蘭陵縣人，南朝梁臨川靖惠王蕭宏第五子。

## 生平
蕭正立初以王子例封羅平縣開國侯，食邑五百戶。天監十年（511年），臨川哀世子蕭正仁去世。蕭正立因受到父親寵愛，越過諸兄被立為臨川王世子。普通七年（526年），臨川王蕭宏去世，蕭正立上表請求將嗣王之位讓給第二兄蕭正義。梁武帝甚為嘉許這一做法，遂封蕭正義為建安縣開國侯，食邑超過王子侯通例達到千戶。
蕭正立受到皇太子蕭綱的器重，常參與東宮的密宴，與從父弟新渝侯蕭暎、上黃侯蕭曄、南浦侯蕭推並稱為“東宮四友”。曾出鎮南豫州，官至丹楊尹，諡敏侯。

## 家庭
- 父：臨川靖惠王蕭宏
- 母：江氏
- 子：建安侯蕭賁